# Glynis Barber
Glynis Barber, nata Glynis van der Riet (Durban, 25 ottobre 1955), è un'attrice sudafricana.

## Biografia
Glynis Barber è nata e cresciuta in Sudafrica con il nome Glynis van der Riet Quando aveva cinque anni, i suoi genitori divorziarono e lei e sua madre si trasferirono a Johannesburg. Studiò presso la Mountview Academy of Theatre Arts. Cominciò a recitare nel 1978, ma la svolta arrivò nel 1981 con il ruolo di Soolin nella serie televisiva di fantascienza Blake's 7. È nota anche per l'interpretazione della detective Harriet Makepeace nella serie poliziesca britannica Dempsey & Makepeace. Dal 1987 è apparsa spesso in film e serie televisive. Nel 1989 sposò l'attore Michael Brandon, conosciuto sul set di Dempsey & Makepeace.

## Filmografia

### Cinema
- I Delirium House (1978)
- Yesterday's Hero (1979)
- Safari senza ritorno (1982)
- L'avventuriera perversa (1983)
- Tangiers (1985)
- Dr. Jekyll e Mr. Hyde: sull'orlo della follia (1989)
- Conqueror: A.D. 1086 (videogame) (1995)
- Goosebumps: Escape from Horrorland (videogame) (1996)
- Déjà Vu (1997)
- Ar - Il segreto della miniera, regia di Paul Matthews (1998)
- On the Nose (2001)
- Hostile Waters (videogame) (2001)
- Beings (2002)
- Point Break (2015)

### Televisione
- Blake's 7 – serie TV, 14 episodi (1978-1981)
- BBC Play of the Month – serie TV, 1 episodio (1979)
- The Sandbaggers – serie TV, 1 episodio (1980)
- The History of Mr. Polly – miniserie TV (1980)
- Sherlock Holmes e il dottor Watson (Sherlock Holmes and Doctor Watson) – serie TV, episodi 1x14-1x16 (1980)
- Kelly Monteith – serie TV, 1 episodio (1981)
- A Fine Romance – serie TV, 1 episodio (1981)
- Bognor – serie TV, 6 episodi (1981)
- Jane – serie TV, 10 episodi (1982-1984)
- The New Adventures of Lucky Jim – serie TV, 4 episodi (1982)
- Il mastino di Baskerville (The Hound of the Baskervilles), regia di Douglas Hickox - film TV (1983)
- Dempsey and Makepeace – serie TV, 30 episodi (1985-1986)
- Love and Marriage – serie TV, 1 episodio (1986)
- Screen Two – serie TV, 1 episodio (1987)
- Red Dwarf – serie TV, 1 episodio (1988)
- Il brivido dell'imprevisto (Tales of the Unexpected) – serie TV, 1 episodio (1988)
- Monsters – serie TV, 1 episodio (1989)
- Palace Guard – serie TV, 1 episodio (1991)
- Miss Marple (Agatha Christie's Miss Marple) – serie TV, episodio 1x12 (1992)
- Detective in corsia (Diagnosis: Murder) – serie TV, 1 episodio (1994)
- Operazione Apocalisse – film TV (1997)
- Babes in the Wood – serie TV, 1 episodio (1998)
- The Bill – serie TV, 1 episodio (1999)
- Highlander: The Raven – serie TV, 1 episodio (1999)
- Doctors – soap opera, 1 puntata (2000)
- Night and Day – serie TV, 2 episodi (2001-2002)
- Dark Realm – serie TV, 1 episodio (2001)
- La legge di Murphy (Murphy's Law) – serie TV, 1 episodio (2003)
- The Afternoon Play – serie TV, 1 episodio (2003)
- Family Affairs – serie TV (2005)
- Emmerdale Farm – serie TV, 18 episodi (2006-2007)
- Trial & Retribution – serie TV, 1 episodio (2006)
- New Tricks - Nuove tracce per vecchie volpi (New Tricks) – serie TV, 1 episodio (2009)
- EastEnders – soap opera, 89 puntate (2010-2011)
- Il trono di cuori (Royal Hearts), regia di James Brolin – film TV (2018)